# Cocorite
Cocorite ist eine Stadt in Trinidad und Tobago. Sie liegt im Nordwesten der Insel Trinidad und gehört administrativ zum Teil zur Stadt Port of Spain und zum Teil zur Region Diego Martin.

## Lage
Cocorite liegt im Nordwesten Port of Spains auf der Grenze zur Region Diego Martin, in der etwa 60 % des Gebiets der Community liegen und in der etwa 75 % der Einwohner Cocorites leben. Die Stadt liegt unmittelbar am Golf von Paria. Im Westen grenzt Cocorite an Westmoorings, im Norden an Four Roads und im Osten an den Stadtteil von Port of Spain St. James.

## Bevölkerung
Cocorite gliedert sich in die communities Cocorite Proper, Powder Magazine und Water Hole, wobei Cocorite Proper administrativ einen Stadtteil von Port of Spain bildet und Powder Magazine und Water Hole von der Region Diego Martin verwaltet werden. 60 % der Bevölkerung sind Afro-Trinidadier, unter den verbleibenden 40 % stellen Indo-Trinidadier den größten Anteil. Auffällig ist der hohe Anteil allein erziehender Eltern: Auf eine Familie mit zwei Elternteilen kommen sechs Haushalte mit allein erziehendem Elternteil. In Cocorite gibt es eine nennenswerte schiitische Gemeinde, so ist die Stadt eine der Hochburgen des (etwa) jährlichen Hosay-Festes, bei dem lebensgroße Mausoleumsmodelle durch die Stadt gezogen und anschließend dem Meer übergeben werden.
| Community       | Administrative Zugehörigkeit | Einwohner |
| --------------- | ---------------------------- | --------- |
| Cocorite Proper | Port of Spain                | 1705      |
| Powder Magazine | Diego Martin                 | 1423      |
| Water Hole      | Diego Martin                 | 3344      |
| Summe           |                              | 6472      |

## Geschichte
Der Name „Cocorite“ kommt aus dem Spanischen und bezeichnet eine Palme der Gattung Attalea (Attalea maripa), die zu Zeiten spanischer Kolonialherrschaft im Gebiet des heutigen Cocorite zahlreich wuchs.
Zu Beginn des 19. Jahrhunderts war das Gebiet des heutigen Cocorite dicht bewaldet und Heimat einer Plantage, Surveillance Estate. Eine nennenswerte Besiedelung des Gebiets erfolgte durch die ersten chinesischen Siedler, die 1806 als Kontraktarbeiter nach Trinidad kamen, sich als ungeeignet für die Arbeit in den Zuckerrohrfeldern erwiesen und Land rund um die Plantage Surveillance Estate zugewiesen bekamen. Zu Beginn des 19. Jahrhunderts war in Cocorite ein Regiment stationiert, das sich vorwiegend aus Sklaven zusammensetzte, die regelmäßig zu Wehrübungen einberufen wurden. Das Gebiet wurde ab 1845 vom aus Ulm stammenden Abenteurer Conrad Frederick Stollmeyer gerodet, der das Holz als Brennholz an die Armee verkaufte, auf dem gerodeten Gebiet Kokospalmen anbaute und mit diesen ersten Schritten den wirtschaftlichen Erfolg der trinidadischen Stollmeyer-Dynastie einleitete. In den 1840er-Jahren kaufte die Kolonialverwaltung ein ehemaliges Waffenarsenal in Cocorite auf und verwendete es als Krankenstation für Leprakranke, wodurch der Ort zur Leprakolonie von Port of Spain wurde. Die Zustände in der Krankenstation waren auch wegen des unterqualifizierten und -bezahlten Personals notorisch schlimm, so dass ab 1868 französische Dominikanerinnen zur Pflege der Leprakranken engagiert wurden. 1921 wurden die Leprakranken auf die nordwestlich gelegene Insel Chacachacare verbracht und das Leprosarium in Cocorite abgebrannt und eingeebnet. Grund der Umsiedlung war ein Umbau des Küstenstreifens in eine Basis für Flugboote. Ab 1929 diente diese als Station für einen Luftpostservice; der erste Postsack, der Trinidad auf dem Luftweg erreichte, wurde von Charles Lindbergh übergeben.
1994 und 1996 gewannen kulturelle Gruppierungen aus Cocorite die Prime Minister’s Best Village Trophy Competition, bei der Gruppen prämiert werden, die sich um die kulturelle Stärkung und das Gemeinschaftsgefühl der Communities verdient gemacht haben.
Heute gilt Cocorite als wirtschaftlich benachteiligter Stadtteil bzw. Vorort von Port of Spain. Die Stadt wird vom US-amerikanischen Overseas Security Advisory Council (OSAC) als einer von vier Kriminalitätsbrennpunkten Trinidads geführt, die von Touristen zu keiner Tageszeit besucht werden sollten. Insbesondere die dicht besiedelte Community Water Hole gilt als Kriminalitätsschwerpunkt.

## Wirtschaft und Verkehr
Von Port of Spain kommend führt der Audrey Jeffers Highway, eine der zentralen Verkehrsadern Port of Spains, durch Cocorite hindurch und gabelt sich am westlichen Stadtrand in die nach Westen entlang der Küste nach Chaguaramas führende Western Main Road und den nach Norden zur Stadt Diego Martin führenden Diego Martin Highway.

## Einrichtungen
Am Golf von Paria befindet sich das private Krankenhaus Westshore Medical Centre. Keine hundert Meter davon entfernt liegt mit dem Community Hospital of Seventh-Day Adventists ein konfessionelles Krankenhaus. Die Stadt verfügt über eine Grundschule; weiterführende Bildungseinrichtungen gibt es nicht. Es gibt ein Gemeindezentrum mit Versammlungs-, Sport- und Erwachsenenbildungsräumlichkeiten. Das West Wind Steel Orchestra, eine Steelband, und die Kilimanjaro School of Art and Culture, ein dem trinidadischen Karneval verpflichtetes, gemeinnütziges Bildungsprojekt, haben ihre Sitze in Cocorite.